# Остап Длуський
Остап Длуський (пол. Ostap Dłuski), власне Адольф Лянґер (пол. Adolf Langer), (31 жовтня 1892, м. Бучач, тепер Тернопільська область, Україна — 12 лютого 1964, м. Варшава) — діяч польського і міжнародного робітничого руху, публіцист, редактор єврейського походження.

## Життєпис
Один з головних учасників «Святоюрського процесу» у Львові 1921—1922 років. 1927 року емігрував до Німеччини, де перебував до 1934. У 1937—1945 роках перебував у Франції.
У 1945 році головний редактор газети «Голос народу» (пол. «Głos ludu»). Член ЦК ППР в 1945—1948. Член ЦК ПОРП від 1948.

## Відзнаки
- Лауреат міжнародної Ленінської премії (1961).
- Кавалери Командорського Хреста з зіркою Ордена Відродження Польщі‎